# Robert Dressler
Robert Louis Dressler (Taney County, 2 juni 1927 – Paraíso (Costa Rica), 15 oktober 2019) was een Amerikaanse botanicus. Hij was gespecialiseerd in orchideeën en werkte lange tijd in Costa Rica.

## Loopbaan
In 1951 behaalde Dressler zijn B.A. aan de University of Southern California. In 1957 behaalde hij een Ph.D. aan de Harvard-universiteit. Hij hield zich bezig met taxonomie en evolutiebiologie van orchideeën en de ecologie van flora. In zijn onderzoek richtte hij zich met name op orchideeën uit Centraal-Amerika en dan vooral de soorten uit Costa Rica en Panama.
Dressler heeft onderzoek verricht namens de Missouri Botanical Garden, de Marie Selby Botanical Gardens, het herbarium van het Florida Museum of Natural History (onderdeel van de Universiteit van Florida) en het Smithsonian Tropical Research Institute in het Panamese Balboa (van 1963 tot 1985). Hij was lid van de American Society of Plant Taxonomists.
Hij verbleef lange tijd in Costa Rica, waar hij werkzaam was als onderzoekscoördinator op het gebied van orchideeën bij de Jardín Botánico Lankester, een botanische tuin die is gelegen op 26 km afstand van de hoofdstad San José.
Hij overleed in 2019 op 92-jarige leeftijd in zijn woonplaats Paraíso, nabij Cartago in Costa Rica.

## Eponiemen
Andere botanici hebben taxa naar Dressler vernoemd:
- Het orchideeëngeslacht Dressleria Dodson (1975)

## Selectie van publicaties
Robert Louis Dressler is (mede)auteur van meer dan vierhonderd botanische namen, met name van orchideeën. Hij heeft artikelen op zijn naam in wetenschappelijke tijdschriften als Annals of the Missouri Botanical Garden, Brittonia en Novon. Hij participeert in de Flora Mesoamericana, een samenwerkingsproject dat is gericht op het in kaart brengen en beschrijven van de vaatplanten van Meso-Amerika. Tevens is hij verbonden aan de Organization for Flora Neotropica (OFN), een organisatie die als doel heeft om een gepubliceerd overzicht te geven van de flora van de neotropen.
- The Orchids: Natural History and Classification; Robert L. Dressler; Harvard University Press (1990); ISBN 0674875265
- Field Guide to the Orchids of Costa Rica and Panama; Robert L. Dressler; Cornell university Press (1993); ISBN 9780801481390
- Phylogeny and Classification of the Orchid Family; Robert L. Dressler; Cambridge University Press (1994); ISBN 0521450586